# Giovanni Francesco Gemelli Careri

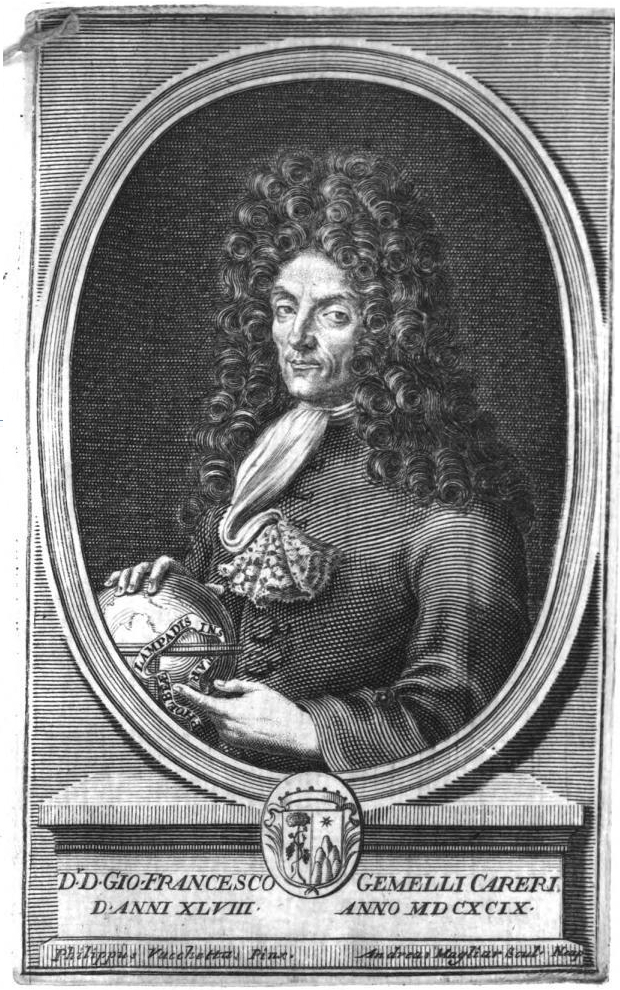
Giovanni Francesco Gemelli Careri im Alter von 48 Jahren. Aus seinem Buch "Giro Del Mondo"

Giovanni Francesco Gemelli Careri (* 1651 in Radicena, heute Taurianova; † 1725 in Neapel) war ein italienischer Jurist, Abenteurer und Weltreisender.

## Leben
Der aus dem Fürstentum Terranova gebürtige junge Bürgerliche besuchte ein Jesuitenkolleg und erwarb in  Neapel ein Doktorat der Jurisprudenz. Er versuchte in der neapolitanischen Justiz Fuß zu fassen, sah seine Karriere aber behindert und ging auf Reisen. Er kämpfte gegen die Türken, die damals Ofen (Buda) belagerten und wurde verwundet. Nach Neapel zurückgekehrt, veröffentlichte er gemeinsam mit Matteo Egizio, einem neapolitanischen Gelehrten, einen Bericht in Briefen über die Kampagne in Ungarn (Relazione delle Campagne d'Ungheria, 1689) sowie den Reisebericht Viaggi in Europa (1693).
Gemelli Careri versuchte nun erneut, Karriere im neapolitanischen Gerichtswesen zu machen, sah sich aber wegen seiner bürgerlichen Herkunft benachteiligt. So beschloss er 1693, eine Reise rund um die Welt zu unternehmen, die ihn über Malta, Ägypten, das Heilige Land, Konstantinopel, Armenien, Persien und Indien bis nach China, die Philippinen und mit der Manila-Galeone nach Mexiko führte. Von dort kehrte er mit einem spanischen Schiff nach Neapel zurück.

## PublikationGiro del mondo
Zwischen 1699 und 1700 publizierte der Verleger Roselli seinen sechsbändiger Reisebericht Reise um die Welt (Giro del mondo). Gemelli Careri wird oft als erster Tourist bezeichnet. Seine Weltreise galt lange Zeit als erdichtet, sie gilt heute jedoch, nicht zuletzt wegen ihrer präzisen Detailbeschreibungen, als authentisch.